# Aeronomie

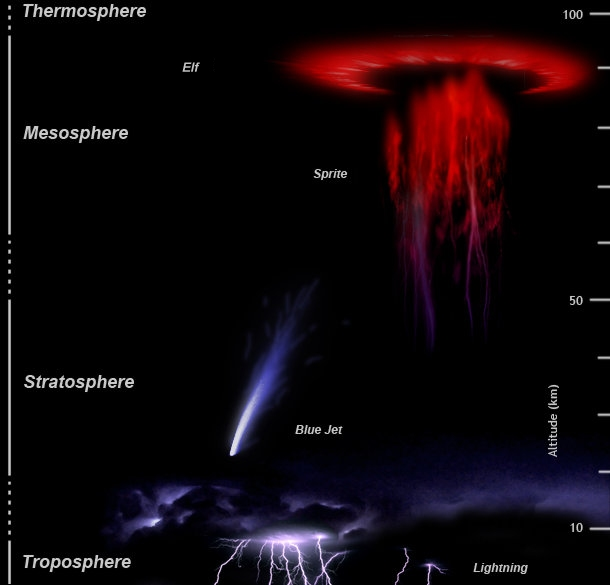
Hochatmosphäre

Die Aeronomie (gesprochen A-eronomie) ist die Physik der oberen Atmosphäre oder Hochatmosphäre.
Während die Physik der unteren Atmosphäre seit Aristoteles als Meteorologie bezeichnet wird, wurde der Name Aeronomie für die Bereiche der oberen Atmosphäre erst 1954 auf der Tagung der Internationalen Union für Geodäsie und Geophysik (IUGG) in Rom festgelegt.
Die Aeronomie ist ein Teilgebiet der Geophysik. Manchmal wird die Aeronomie auch als Teilgebiet der Meteorologie zugerechnet, andere Male von dieser ausgeschlossen. Dies hängt davon ab, ob mit „Meteorologie“ nur die Meteorologie im engeren Sinne gemeint ist, also die bereits erwähnte Physik der unteren Atmosphäre, oder sich allgemeiner auf die Physik der gesamten Erdatmosphäre bezieht.

## Örtliche Betrachtungsbereiche der Aeronomie
Die Begriffe obere Atmosphäre und Hochatmosphäre sind nicht scharf definiert. Für die Anwendung im Zusammenhang mit dem Begriff Aeronomie ist jedoch meist die Atmosphäre ab einer Höhe von etwa 50 km gemeint.

### Praktische und Theoretische Gründe dieser Höhenwahl
Aus praktischer Sicht stellen 50 km in etwa die obere Grenze traditioneller Erkundungsmethoden mit Hilfe von Ballonfahrten dar. Höhere Bereiche waren vor der Einführung von Forschungsraketen nicht erreichbar und blieben daher der Beobachtung mit indirekten Methoden vorbehalten. Aus theoretischer Sicht ist die Atmosphäre bis zu einer Höhe von etwa 50 km stets gut durchmischt und weist daher eine nahezu konstante chemische Grundzusammensetzung auf. Oberhalb von 50 km beginnt sich diese Grundzusammensetzung mit der Höhe zu ändern, wobei leichtere Elemente mit zunehmender Höhe überwiegen. Auch tritt ab etwa demselben Höhenbereich erstmals eine signifikante Ionisation des atmosphärischen Gasgemisches auf, deren Einfluss auf verschiedene andere physikalischen Eigenschaften des Gases mit der Höhe ebenfalls zunimmt.
Siehe auch: Aerologie, Max-Planck-Institut für Aeronomie